# Cherokee Shawnee
Cherokee Shawnee (prije Loyal Shawnee), jedna od tri glavne skupine Shawnee Indijanaca, nastanjenih danas u Oklahomi pod imenom Shawnee Tribe. Ime Lojalni Šoni (Loyal Shawnee), dobili su tijekom građanskog rata zbog služenja na strani unije protiv južnjačke konfederacije. Njihovi preci iz Ohaja (Ohio) u Kansas odlaze u kolovozu 1831. gdje su smješteni na rezervat od 1.6 mijuna akera, utemeljenom za Missouri ili Black Bob Shawnee, od kojega je do 1854. ostalo svega 200.000. Sredinom 1840.-tih mnogi se pridružuju Absentee Shawneejima na rijeci Canadian na Indijanskom teritoriju (Oklahoma).
Kansas koje je 1861. stekao državnost, demantira da su sva plemena iz Kansasa preseljena u Oklahomu, jer su Indijanci dijelove rezervata prodavali bijelim pridošlicama gladnima zemlje. U Oklahomi će 1869. po ugovoru s Cherokeema 722 Lojalnih Šonija dobiti ista građanska prava kao i Cherokee. Godine 1871. mnogi se naseljavaju u okruzima Craig i Rogers. Bez ikakve vlastite političke organizacije izgubit će identitet i postat poznati kao Cherokee Shawnee. Njihova populacija 2003 iznosi 1.290.
Ostala dva Shawnee plemena su Absentee Shawnee i Eastern Shawnee.